# Първа битка за Газа
Първата битка за Газа е военно сражение на 26 март 1917 г., по време на първия опит на британската Египетска експедиционна армия да нахлуе в Южна Палестина, която по онова време е част от Османската империя.
Провежда се по време на Синайската и Палестинската кампания на Първата световна война. Битката се води в и около град Газа на брега на Средиземно море, когато пехотни и конни части нападат селището. Късно вечерта британските сили, на прага на завладяването на Газа, са изведени от града, поради опасения от падащия мрак и приближаването на големи османски подкрепления. Няколко седмици след поражението следва още по-решителното поражение на британците при втората битка за Газа, през април 1917 г.

## История
През август 1916 г. победата на Египетската експедиционна армия при Романи прави невъзможни наземните атаки на Суецкия канал, който през февруари 1915 г. за първи път е застрашен от удари от страна на османската армия. През декември 1916 г. новата победа в битката при Махабе осигурява безопасността на средиземноморското пристанище Ел Ариш, както и на маршрута за доставки, водопровода и железопътната линия през Синайския полуостров. През януари 1917 г. победата в битката при Рафе приключва завладяването на Синайския полуостров и създава възможност за удар на британските сили към Газа.
Два месеца по-късно, през март 1917 г., Газа е атакувана от пехотата на 52-ра дивизия, подсилена с допълнителна бригада. Тази атака е подкрепена и от други британски части, сковаващи противника и непозволяващи му да прехвърли подкрепления в района на Газа. Атаката от британската пехота на османския гарнизон от южната и югоизточната част на града среща ожесточена съпротива. Докато австралийската конна дивизия продължава да възпира османските войски, новозеландските части атакуват Газа от север и успяват да влязат в града и да превземат няколко ключови позиции. По-късно през деня обаче, решителната съпротива на османските части и заплахата от нови подкрепления, приближаващи от север и североизток, карат британското командване да предприеме отстъпление. В литературата се изразява предположение, че тази стъпка превръща близката победа в генерално поражение.

## Загуби
Загубите на Великобритания възлизат на 4000 души: 523 убити, 2932 ранени и над 512 изчезнали – в това число пет офицера и 241 войника, които, както по-късно се разбира, попадат в плен. Това са предимно пехотинци от Уелската 53-та дивизия и Есекската 161-ва бригада на Източноанглийската 54-та дивизия.
Османската армия губи общо 2447 души, от които 16 са убити и ранени германци и австрийци, както и 41 изчезнали; 1370 османски войници са убити или ранени, а изчезналите са 1020. Според Джемал паша, османски загуби възлизат на по-малко от 300 убити, 750 ранените и 600 изчезнали.
Новозеландските части губят 6 души, 43 (или 46) ранени и 2 изчезнали, а австралийска дивизия губи 37 души.

## Последици
Британският генерал Арчибалд Мъри и канадският генерал Чарлз Добел представят битката като успех: на 28 март Мъри изпраща съобщение до военното министерство, че неговите сили са се сражавали с 20-хилядна османска войска и са ѝ причинили „големи загуби“. Добел също пише, че „още два часа биха били достатъчни, за да довършим работата, великолепно извършена от армията след период на тежки изпитания и продължителни походи, както и в боевете с упорития противник“.
Британската преса съобщава, че битката е успешна за империята, но османски самолет хвърля над британските позиции следното съобщение: „Вие ни победихте в комюникето – но ние ви победихме в Газа“. В репортаж, публикуван от вестник „Дейли Телеграф“, се казва, че на 26 март британските войски са били задържани почти до обяд от гъстата сутрешна мъгла; в хода на чакането те са изпили по-голямата част от водните си дажби, в резултат на което просто им е свършила водата. Също така се добавя, че целта на операцията не е била завладяването на Газа.
Далас, командващ 53-та валийска дивизия, минава в оставка след битката, като за официална причина е посочено „нарушение на здравето“. Ако сражението се сравни с мащабите на Западния фронт на Първата световна война, британското поражение не е голямо и не коства много загуби. Настъпателната мощ на силите на Мъри не е сломена и подготовката за подновяване на офанзивата започва на практика веднага. Още на 17 април 1917 г., само три седмици по-късно, започва втората битка за Газа.